# Conseil national d'Alsace-Lorraine
11 novembre – 5 décembre 1918
Entités précédentes :
- Empire allemand 
(Alsace-Lorraine)
- Conseils d'ouvriers et de soldats en Alsace-Lorraine

Entités suivantes :
- République française
(Bas-Rhin, Haut-Rhin, Moselle)

Le Conseil national d'Alsace-Lorraine (en allemand : Nationalrat für Elsass-Lothringen) est un bref gouvernement provisoire mis en place après la Première Guerre mondiale dans cet ancien État confédéré de l'Empire allemand. À la suite de l'abdication de Guillaume II, il proclame moins d'un mois après celle-ci le rattachement de l'Alsace-Lorraine à la France.

## Histoire
À la suite d'un vote par le Reichstag en date du 31 mai 1911, l'empereur Guillaume II accorde une plus grande autonomie au territoire de l'Alsace-Lorraine, bien qu'il reste encore institutionnellement très dépendant de Berlin. En effet, l'Empereur reste représenté par le Statthalter mais — tout en se réservant la promulgation des nouvelles lois — cède une partie du pouvoir législatif à deux chambres, une chambre élue au suffrage universel masculin et une chambre haute dont les membres sont choisis par l'Empereur et qui peut annuler les décisions de la première. 
Face à l'imminence de la guerre, l'Allemagne décrète le 31 juillet 1914 l'état de danger de guerre, lequel suspend l'application de la Constitution de l'Alsace-Lorraine et instaure l'état de siège, le Reichsland devenant une zone d'opération militaire et un glacis militaire avec la construction de forteresses et de casernes.
Le 11 novembre 1918, jour de l'armistice, les députés alsaciens et lorrains du Landtag se constituent en conseil national qui forme un gouvernement provisoire. Cependant, ses pouvoirs ne sont que théoriques car, jusqu'à l'arrivée des troupes françaises, le vrai pouvoir appartient aux conseils d'ouvriers et de soldats (issus de la République des conseils d'Alsace-Lorraine).
Par la suite, son pouvoir ne sera pas reconnu non plus par Clemenceau,,, qui, par le décret du 26 novembre 1918, organise à Paris un service général d’Alsace et de Lorraine contrôlé par un sous-secrétaire d’État à la présidence du Conseil. Ce service va alors créer le Conseil supérieur d’Alsace et de Lorraine, composé de hauts fonctionnaires, pour la plupart étrangers à l’Alsace-Lorraine (des « Français de l'intérieur »), et de douze personnalités alsaciennes ou lorraines proposées par l’administration.
Le 5 décembre 1918, le Conseil national d'Alsace-Lorraine vote à l'unanimité une résolution en faveur du rattachement à la France. Fin juin 1919, le Traité de Versailles est signé et l’Alsace-Lorraine est dissoute. Lors des élections législatives de 1919 seuls les partis pro-français peuvent se présenter et le parti fédéraliste alsacien-lorrain et la ligue alsacienne-lorraine sont interdits. 
Le Conseil siègera six fois entre juin 1919 et mars 1920 avant de laisser place à un Conseil consultatif d’Alsace et de Lorraine chargé d’aider l’administration dont les deux tiers des membres sont originaires de l’ex-Reichsland Elsaß-Lothringen.
Le Conseil national d’Alsace-Lorraine sera dissous à son tour par la loi du 24 juillet 1925 pour être remplacé, comme le Commissariat général de la République chargé de réorganiser les trois anciens départements d’Alsace-Lorraine, par une direction générale des services d’Alsace et de Lorraine qui siège à Paris sous l’autorité immédiate du Président du Conseil.